# Zweeds curlingteam (gemengd)
Het Zweeds curlingteam vertegenwoordigt Zweden in internationale curlingwedstrijden.

## Geschiedenis
Zweden nam voor het eerst deel aan een internationaal toernooi voor gemengde landenteams tijdens de openingseditie van het Europees kampioenschap in het Andorrese Canillo. Zweden was op elke editie aanwezig. Het haalde meteen de zilveren medaille. Brons in 2008 en zilver in 2012 voordat in 2014 de gouden medaille voor Zweden was.
Zweden is daarmee titelhouder want na de tiende editie van het EK werd beslist het toernooi te laten uitdoven en te vervangen door een nieuw gecreëerd wereldkampioenschap voor gemengde landenteams. De eerste editie vond in 2015 plaats in het Zwitserse Bern. Zweden won het zilver en dat werd in 2016 herhaald. In 2015 verloor het van Noorwegen (3-5) en het jaar daarop van Rusland (4-5) in de finale. Op het Wereldkampioenschap curling gemengd 2023 werd Zweden ongeslagen wereldkampioen. In de finale won het team van Johan Hygren van Spanje, met 8-2. Het jaar daarop prolongeerde Zweden zijn titel. Het versloeg Japan met 5 - 4 in de finale.

## Zweden op het wereldkampioenschap
| Jaar | Plaats | Skip               | WG | W  | V | PV | PT |
| ---- | ------ | ------------------ | -- | -- | - | -- | -- |
| 2015 | 2      | Rasmus Wranå       | 11 | 9  | 2 | 69 | 47 |
| 2016 | 2      | Kristian Lindström | 10 | 9  | 1 | 74 | 39 |
| 2017 | 9      | Isabella Wranå     | 8  | 7  | 1 | 55 | 20 |
| 2018 | 9      | Rickard Hallström  | 9  | 5  | 4 | 50 | 48 |
| 2019 | 5      | Simon Olofsson     | 8  | 4  | 4 | 47 | 45 |
| 2022 | 4      | Therese Vestman    | 11 | 9  | 2 | 85 | 31 |
| 2023 | 1      | Johan Nygren       | 11 | 11 | 0 | 81 | 33 |
| 2024 | 1      | Simon Granbom      | 11 | 11 | 0 | 90 | 39 |

## Zweden op het Europees kampioenschap
| Jaar | Plaats | Skip              | WG | W | V | PV | PT |
| ---- | ------ | ----------------- | -- | - | - | -- | -- |
| 2005 | 2      | Niklas Edin       | 8  | 6 | 2 | 55 | 29 |
| 2006 | 4      | Per Noréen        | 8  | 5 | 3 | 47 | 35 |
| 2007 | 15     | Anders Kraupp     | 6  | 3 | 3 | 31 | 31 |
| 2008 | 3      | Niklas Edin       | 8  | 8 | 1 | 52 | 36 |
| 2009 | 5      | Jonatan Nerdal    | 9  | 5 | 2 | ?  | ?  |
| 2010 | 9      | Per Noréen        | 7  | 4 | 3 | ?  | ?  |
| 2011 | 19     | Göran Carlsson    | 8  | 2 | 6 | 45 | 57 |
| 2012 | 2      | Rickard Hallström | 10 | 9 | 1 | 73 | 38 |
| 2013 | 5      | Gustav Eskilsson  | 8  | 5 | 3 | 51 | 43 |
| 2014 | 1      | Patric Mabergs    | 11 | 9 | 2 | 69 | 40 |

worldcurling.org wmxcc2022
Andorra · Australië · België · Brazilië · Canada · China · Chinees Taipei · Denemarken · Duitsland · Engeland · Estland · Filipijnen · Finland · Frankrijk · Hongarije · Hongkong · Ierland · India · Israël · Italië · Japan · Kazachstan · Kenia · Kosovo · Kroatië · Letland · Litouwen · Luxemburg · Mexico · Nederland · Nieuw-Zeeland · Nigeria · Noorwegen · Oekraïne · Oostenrijk · Polen · Portugal · Puerto Rico · Roemenië · Rusland · Schotland · Servië · Slovenië · Slowakije · Spanje · Tsjechië · Turkije · Verenigde Staten · Wales · Wit-Rusland · Zuid-Korea · Zweden · Zwitserland